# Claire Parnet
Claire Parnet est une journaliste française. 

## Biographie
Elle a été proche de Gilles Deleuze dont elle fut l'élève.
Elle a coécrit avec lui le livre Dialogues (1977), sous la forme non pas d'entretiens entrecoupés de questions, mais d'un échange où chaque auteur répond en bloc. Onze ans plus tard, elle renouvelle cette expérience dans le vidéogramme L'Abécédaire de Gilles Deleuze où elle propose au philosophe de s'entretenir sur vingt-cinq thèmes présentés en ordre alphabétique. Certains de ses articles et entretiens avec Deleuze sont repris dans  Pourparlers 1972 - 1990 (Paris, Éditions de Minuit, Paris, 1990) et dans Deux régimes de fous. Textes et entretiens 1975-1995, édités par David Lapoujade, Paris, Éditions de Minuit, « Paradoxe »), 2003).
Dans les années 1980, elle est rédactrice en chef de L'Autre Journal de Michel Butel (avec notamment Catherine Cot, Antoine Dulaure et Nadia Tazi). Puis elle occupe la même fonction à la télévision dans des émissions à caractère culturel comme L'Hebdo de Michel Field ou L'Appartement (avec Ariel Wizman) sur Canal+.
Elle a été conseillère éditoriale pour l'émission littéraire Droit d'auteurs de Frédéric Ferney pour France 5.
Elle est aujourd’hui[Quand ?] rédactrice en chef du programme Square Idée sur Arte.

## Entretiens, coréalisation
- Dialogues, avec Gilles Deleuze, Paris, Flammarion, 1977 ; nouvelle édition augmentée d'un texte inédit de G. Deleuze, « L'actuel et le virtuel », « Champs », 1996.  (ISBN 2-08-081343-9)
- avec Richard Pinhas (réal.), Leibniz : âme et damnation, conférence de Gilles Deleuze, Gallimard, « À voix haute », 2003.
- L'Abécédaire de Gilles Deleuze, de Pierre-André Boutang, entretiens avec Claire Parnet, Éditions Montparnasse, 2004.
- avec Richard Pinhas (réal.), Gilles Deleuze, cinéma, coffret 6 CD, Gallimard, « À voix haute », 2006.